# Goddess in the Doorway
Goddess in the Doorway è il quarto album solista di Mick Jagger uscito nel novembre del 2001. dall'Etichetta Virgin Records

## Tracce
Tutte le tracce sono state scritte da Mick Jagger eccetto dove è indicato
1. Visions of Paradise (Jagger, Rob Thomas, Matt Clifford) – 4:02
2. Joy (feat Bono Vox) – 4:41
3. Dancing in the Starlight – 4:06
4. God Gave Me Everything (Jagger, Lenny Kravitz) – 3:34
5. Hide Away – 4:31
6. Don't Call Me Up – 5:14
7. Goddess in the Doorway (Jagger, Clifford) – 4:56
8. Lucky Day – 4:51
9. Everybody Getting High – 3:55
10. Gun (Jagger, Clifford) – 4:39
11. Too Far Gone – 4:34
12. Brand New Set of Rules – 7:39